# Olympic Indoor Hall
O Olympic Indoor Hall (também conhecido como Olympic Indoor Sports Center) foi construído em 1995 e serviu como sede dos eventos de basquetebol e ginástica nos Jogos Olímpicos de Verão de 2004.
Predefinição:Instalações olímpicas da ginástica